# Irène Joachim
Irène Joachim (París, 13 de marzo de 1913 - Magnanville, Francia, 20 de abril de 2001) fue una soprano y maestra de canto francesa, célebre por su interpretación de Melisande de Debussy y perteneciente a una familia musical, nieta de Joseph Joachim.

## Biografía
Hija de Herman Joachim y Suzanne Chaigneau y nieta del célebre violinista Joseph Joachim, aprendió violín de niña así como francés y alemán.
En 1914, antes del inicio de la Primera Guerra Mundial se mudaron a Berlín donde su padre murió de tuberculosis en 1917 debido a las privaciones de la guerra. En 1918 fue enviada de regreso a Francia donde vivió con una tía antes del regreso de su madre en 1920.
En 1929 se casó con Roger Weber con quien tuvo a su hijo Alain en 1930, sucediéndose un divorcio y un período depresivo.
Alentada por Jean Gehret, en 1933 comenzó a estudiar canto con Germaine Chevalet; se enroló en el Conservatoire de Paris, en la clase de Suzanne Cesbron-Viseur en 1935 , luego con Georges Viseur y Pierre Chéreau.
En 1938 Joachim grabó lieder de Brahms y Mozart seguido por el primer registro completo de Pelléas et Mélisande.
En 1939 debutó en la Opéra-Comique como Nanthilde en Le Bon Roi Dagobert de Marcel Samuel-Rousseau. Siguieron Micaela, Hélène, Marguerite, Mélisande (Pelléas et Mélisande), y Sophie (Werther). Creó los roles de Léda (Amphytrion 38), Ginèvra (Ginèvra), Isabelle (Guignol), Madeleine (Marion) y Azénor (Le Rossignol de Saint-Malo).
Durante la ocupación alemana de Francia en 1940, huyó de París regresando para el armisticio.
Se la recuerda por su Mélisande en Pelléas et Mélisande que cantó en la Opéra-Comique en septiembre de 1940, y que cantó fuera de su país hasta 1952; registrándolo en 1941 bajo la dirección de Roger Désormière. Para prepararse se reunió con Mary Garden, la primera Mélisande. Su fama provocó que en 1942 recibiera una invitación para cantarla en Berlín pero ella la rechazó uniéndose a la Resistencia francesa
Irène Joachim fue destacada recitalista en obras de Schubert, Debussy, Fauré, Schumann, Berg y Carl Maria von Weber, recordándose sus recitales junto a Jane Bathori.
En 1948, estrenó El libro de la selva de Charles Koechlin basado en Rudyard Kipling y estrenó en Francia las Vier Lieder, Op. 2, de Alban Berg en 1947.
En 1955 se volvió a casar, con el productor cinematográfico Jean-Louis Lévi-Alvarès
Al retirarse, enseñó canto desde 1954 a 1962 en la Schola Cantorum y a partir de 1963 en el Conservatoire de Paris.
En sus últimos años sufrió del Mal de Alzheimer.

## Filmografía
Apareció en varios films, entre ellos Los bajos fondos de Jean Renoir de 1936 y La Marseillaise de 1937. En 1942 en Los ángeles del pecado de Robert Bresson, en La dernière étape de Wanda Jakubowska. 
En 1946 fue una de las primeras en interpretar Las hojas muertas de Joseph Kosma, junto a Yves Montand, en Les Portes de la nuit de Marcel Carné.